# Aage Kidde

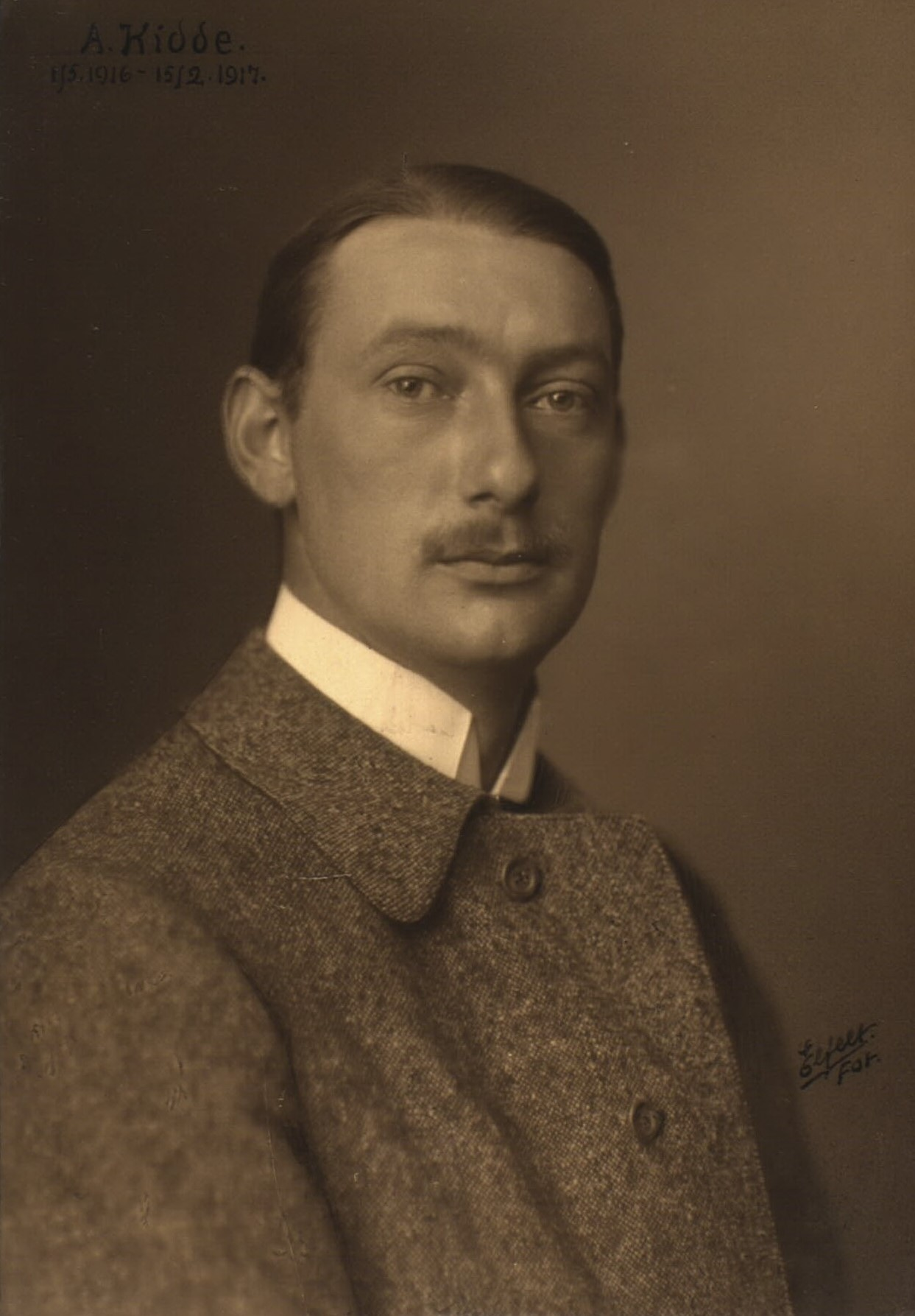
Aage Kidde

Aage Ingebjørn Sager Kaas Kidde, född 28 april 1888 i Vejle, död 29 december 1918 i Hareskov, var en dansk politiker. Han var bror till Harald Kidde.
Kidde blev ledamot av Folketinget 1918, och utövade ett avgörande inflytande på Højres ombildning till det moderna Konservative Folkeparti i december 1915. Kidde var en politisk begåvning, en nyskapare inom studentkonservatism och konservativ ungdomsröresle, samtidigt en hänförd ledare av det sönderjydska arbete norr om Kongeaa.